# تی‌عا (شاهدخت)
تی‌عا (انگلیسی: Tiaa) یک شاهدخت مصر باستان در دوران حکمرانی دودمان هجدهم مصر بود. وی دختر تحوتموس چهارم بود و به احترام مادربزرگ پدری‌اش تی‌عا بدین اسم نامیده شد.
احتمالاً او همان شاهدختی است که در مقبره سوبک‌هوتپ سوم (تی‌تی۶۳) نشان داده شده است، که همسرش مریت دایهٔ او بود. کوزه‌های کانوپی که احتمالاً متعلق به او هستند در دره ملکه‌ها پیدا شده‌اند.
او در دوران سلطنت برادرش آمنهوتپ سوم درگذشت. محل دفن اصلی او مشخص نیست. مومیایی او در طول دودمان بیست و یکم مصر در دخمهٔ شیخ عبدالقرنه، به همراه مومیایی‌های چندین شاهدخت سلطنتی دیگر، از جمله آمنموپت و پائحیا که احتمالاً خواهران او بودند؛ نبتیا، خواهرزاده‌اش و شاهزاده خانم‌های تاتائو، هنوتیونو، مریپتاح، سیت‌حوری و ویای، دوباره به خاک سپرده شد. برچسب مومیایی او، وی را به عنوان دختر پادشاه منخپ‌رورع معرفی می‌کند. این مقبره در سال ۱۸۵۷ کشف شد.